# Sáránd
Sáránd is een plaats (község) en gemeente in het Hongaarse comitaat Hajdú-Bihar. Sáránd telt 2327 inwoners (2001).